# Ahuas
Ahuas, ook Awas of Butukawas genoemd, is een gemeente (gemeentecode 0904) in het departement Gracias a Dios (La Mosquitia) in Honduras.
Ahuas heeft weinig infrastructuur. Er is een kleine start- en landingsbaan voor vliegtuigen. Daarnaast bevindt zich een klein hotel.
Dichtbij ligt het dorp Poptalaya, gelegen aan de rivier Patuca. Hier kan men een motorbootje huren. Stroomopwaarts kan men naar het dorp Wampu Sirpi varen, stroomafwaarts naar Barra Patuca. Tijdens de tocht zijn waterschildpadden, hagedissen en veel soorten vogels te observeren.

## Bevolking
De bevolking is als volgt verdeeld:
| Vrouwen | 4365 | 51,1% |
| Mannen  | 4174 | 48,9% |

## Dorpen
De gemeente bestaat uit zes dorpen (aldea), waarvan het grootste qua inwoneraantal: Wawina (code 090406).